# Zachary Levi
Zachary Levi Pugh (ejtsd: [zeköri líváj pjú]) (Lake Charles, Louisiana, 1980. szeptember 29. –) amerikai színész. 
Legismertebb szerepei Kipp a Less Than Perfect, és Chuck Bartowski a Chuck című sorozatokból. Hangját kölcsönözte a Disney animációs film, az „Aranyhaj és a nagy gubanc” egyik főszereplőjének.

## Gyermekkora és családja
Levi a louisianai Lake Charles-ban született, középső gyerekként két lánytestvére között. Gyerekkorában a családjával sokat költöztek szerte az államokban, míg végül megtalálták végleges otthonukat a kaliforniai Venturában, ahol 4 évig járt a Buena Középiskolába. Színészi pályáját 6 éves korában kezdte, olyan helyi színházi előadások főszerepével, mint a Grease, A kívülállók, Oliver, és az Óz, a csodák csodája.

## Pályafutása
Első filmszerepe az amerikai FX csatorna filmjében a Big Shot: Confessions of a Campus Bookie-ban volt, melyben egy mellékkaraktert alakított. 2002-ben megkapta Kipp Steadman szerepét az ABC szitkomjában a Less Than Perfectben. A Randi Jane-nel című filmben Charisma Carpenter karakterének az egyik lehetséges párját alakította. A 2004/2005-ös évadban Levi-t kiválasztották az ABC egyik új Three címet viselő sorozatához, de végül a csatorna nem tartott igényt a műsorra.
Levi finanszírozta Kendall Payne énekesnő Grown című albumát, miután szerződést bontott vele a kiadója, a Capitol Records.
Végül főszerepet kapott a Chuckban, amiből először 22 részes teljes évadot rendelt az NBC csatorna, de ezt a 2007-es írói sztrájk miatt 13 részesre kellett csökkenteni. Az NBC 2007. szeptember 24-én mutatta be a sorozatot, amit pár hónappal később egy újabb évad megrendelése követett. Chuck Bartowski szerepe 2009-ben egy a legjobb színésznek járó Ewwy díjat hozott Levi-nak, melyet vígjáték kategóriában ítéltek neki.
2008-ban az Entertainment Weekly magazin a 22. helyre sorolta a „Top 30, 30 alatti színész” listáján.
2009-ben Toby Seville szerepét játszotta az Alvin és a mókusok 2. című mozifilmben.
A Disney 2010-es animációs filmjében az Aranyhaj és a nagy gubancban, Flynn hercegnek adja hangját.

## Magánélete
Levi nagy motor rajongó, többek között egy Harley-Davidson tulajdonosa, emellett sok időt tölt videojátékokkal is, alkalmanként kollégájával és barátjával Joshua Gomezzel együtt játszanak.
Elkötelezett kereszténynek vallja magát, a Relevant Magazine-nak adott interjújában a következőket mondta: „Az én dolgom a forgatáson úgy hiszem elsősorban szeretni az embereket, és elnyerni náluk azt a bizalmat amikor már tudják, hogy mennyire szeretem őket és, hogy törődök a sorsukkal, így amikor problémákba ütköznek, mert remélhetőleg fognak, egy ponton megkérdezik tőlem, ’Honnan jön a békességed? Honnan jön a vigaszod? Honnan jön a szereteted? Honnan jön a tehetséged?’ És én szemrebbenés nélkül tudom nekik mondani, ’Jézus Krisztustól.’”
2008-tól 2010 januárjáig Caitlin Crosby énekesnővel volt kapcsolata.
Levi a 2010-es Toyota Pro/Celebrity Race-en, ahol hírességek versenyezhetnek profi versenyzők ellen, a 3. helyet szerezte meg a hírességek kategóriában, összetettben pedig a 6. helyet érte el.
Katharine McPhee 2010-es Terrified című dalát Levi-jal közösen énekelték.

## Filmográfia

### Film
| Év   | Magyar cím                               | Eredeti cím                                | Szerep                               | Magyar hang    |
| ---- | ---------------------------------------- | ------------------------------------------ | ------------------------------------ | -------------- |
| 2006 | Gagyi mami 2.                            | Big Momma's House 2                        | Kevin                                | Barát Attila   |
| 2007 | Spirál                                   | Spiral                                     | Berkeley                             |                |
| 2008 | Hot-Dog túra                             | Wieners                                    | Ben                                  |                |
| 2008 | Amerikai ének                            | An American Carol                          | labortechnikus                       |                |
| 2008 |                                          | Shades of Ray                              | Ray Rehman                           |                |
| 2009 |                                          | Stuntmen                                   | Troy Ratowski                        |                |
| 2009 | Alvin és a mókusok 2.                    | Alvin and the Chipmunks: The Squeakquel    | Toby Seville                         | Crespo Rodrigo |
| 2010 | Aranyhaj és a nagy gubanc                | Tangled                                    | Nyálas Eugene / Flynn Rider (hangja) | Tokaji Csaba   |
| 2011 |                                          | Under the Boardwalk: The Monopoly Story    | Narrátor (hangja)                    |                |
| 2012 | Aranyhaj – Örökkön örökké                | Tangled Ever After                         | Nyálas Eugene / Flynn Rider (hangja) | Tokaji Csaba   |
| 2013 | Thor: Sötét világ                        | Thor: The Dark World                       | Fandral                              | Széles Tamás   |
| 2016 |                                          | Apex: The Story of the Hypercar            | Narrátor (hangja)                    |                |
| 2016 |                                          | She Loves Me                               | Georg Nowack                         |                |
| 2017 | Thor: Ragnarök                           | Thor: Ragnarok                             | Fandral                              | Széles Tamás   |
| 2017 | A csillag                                | The Star                                   | Szent József (hangja)                | Gacsal Ádám    |
| 2018 |                                          | Office Uprising                            | Adam Nusbaum                         |                |
| 2018 |                                          | Blood Fest                                 | önmaga (cameo)                       |                |
| 2019 | Shazam!                                  | Shazam!                                    | William "Billy" Batson / Shazam      | Crespo Rodrigo |
| 2021 | A mauritániai                            | The Mauritanian                            | Neil Buckland                        |                |
| 2021 | Esélytelenből halhatatlan                | American Underdog                          | Kurt Warner                          | Széles Tamás   |
| 2022 | Apollo–10,5: Űrkorszaki gyerekkor        | Apollo 10 1⁄2: A Space Age Childhood       | Kranz (hangja)                       | Széles Tamás   |
| 2022 | Éjszaka a múzeumban: Kahmunrah visszatér | Night at the Museum: Kahmunrah Rises Again | Larry Daley / Laa (hangja)           | Széles Tamás   |
| 2023 | Shazam! Az istenek haragja               | Shazam! Fury of the Gods                   | William "Billy" Batson / Shazam      | Crespo Rodrigo |
| 2023 | Csibefutam: A csirkefalatok hajnala      | Chicken Run: Dawn of the Nugget            | Rocky (hangja)                       | Dörner György  |
| 2023 | Kémkölykök: Armageddon                   | Spy Kids: Armageddon                       | Terrence Tango-Torrez                | Széles Tamás   |
| 2024 | Harold és a varázsceruza                 | Harold and the Purple Crayon               | Harold                               | Kovács Lehel   |

### Televízió
| Év        | Magyar cím                        | Eredeti cím                              | Szerep                                               | Megjegyzések                                 |
| --------- | --------------------------------- | ---------------------------------------- | ---------------------------------------------------- | -------------------------------------------- |
| 2001      |                                   | Untitled Sisqo Project                   | Michael Golden                                       | kiadatlan próbaepizód                        |
| 2002      | Könnyen jött pénz                 | Big Shot: Confessions of a Campus Bookie | Adam                                                 | tévéfilm                                     |
| 2002–2006 |                                   | Less than Perfect                        | Kipp Steadman                                        | főszerep                                     |
| 2003      | Randi Jane-nel                    | See Jane Date                            | Grant Asher                                          | tévéfilm                                     |
| 2004      | Az ügyosztály                     | The Division                             | Todd                                                 | 2 epizód                                     |
| 2004      | Félig üres                        | Curb Your Enthusiasm                     | Bellman                                              | 1 epizód                                     |
| 2005      |                                   | Brody & Friends                          | Zac                                                  | 1 epizód                                     |
| 2006      |                                   | Worst Week of My Life                    | Nick                                                 | kiadatlan próbaepizód                        |
| 2007      |                                   | Imperfect Union                          | Clark                                                | tévéfilm                                     |
| 2007–2012 | Chuck                             | Chuck                                    | Chuck Bartowski                                      | főszereplő (3 epizód) rendező                |
| 2011      |                                   | Team Unicorn                             | fiatal szerető                                       | 1 epizód                                     |
| 2011      |                                   | 2011 Spike Video Game Awards             | házigazda                                            | tanácsadó producer                           |
| 2011      |                                   | Vietnam in HD                            | Karl Marlantes (hangja)                              | 6 epizód                                     |
| 2012      |                                   | 4 Points                                 | önmaga                                               | 1 epizód                                     |
| 2012–2022 | Robotcsirke                       | Robot Chicken                            | Shazam / egyéb szereplők hangja                      | 4 epizód                                     |
| 2013      | Esze vesztett szerelem            | Remember Sunday                          | Gus                                                  | - tévéfilm - magyar hangja: - Széles Tamás   |
| 2014–2015 |                                   | Hollywood Game Night                     | önmaga                                               | 2 epizód                                     |
| 2015      |                                   | Deadbeat                                 | Abraham Lincoln                                      | 1 epizód                                     |
| 2015      | Hősök: Újjászületés               | Heroes Reborn                            | Luke Collins                                         | - főszereplő - magyar hangja: - Széles Tamás |
| 2015      |                                   | Geeks Who Drink                          | önmaga (házigazda)                                   | vezető producer                              |
| 2015–2016 | Telenovela                        | Telenovela                               | James McMahon                                        | visszatérő szerep (5 epizód)                 |
| 2016      |                                   | Pyramid                                  | önmaga                                               | 1 epizód                                     |
| 2017      | Aranyhaj: Az örökkön örökké előtt | Tangled: Before Ever After               | Nyálas Eugene / Flynn Rider / Horace herceg (hangja) | - tévéfilm - magyar hangja: - Tokaji Csaba   |
| 2017      |                                   | Alias Grace                              | Jeremiah Pontelli                                    | minisorozat                                  |
| 2017      |                                   | Psych: The Movie                         | Thin White Duke                                      | tévéfilm                                     |
| 2017–2020 | Aranyhaj: A sorozat               | Rapunzel's Tangled Adventure             | Nyálas Eugene / Flynn Rider / Horace herceg (hangja) | - főszereplő - magyar hangja: - Tokaji Csaba |
| 2018–2019 | A káprázatos Mrs. Maisel          | The Marvelous Mrs. Maisel                | Dr. Benjamin Ettenberg                               | visszatérő szerep (8 epizód)                 |
| 2022      |                                   | Who Do You Think You Are?                | önmaga                                               | vendégszereplő                               |
| 2022      | Family Guy                        | Family Guy                               | Seymour (hangja)                                     | 1 epizód                                     |

### Videójátékok
| Év   | Cím                     | Szerep                               |
| ---- | ----------------------- | ------------------------------------ |
| 2010 | Halo: Reach             | katona (hangja)                      |
| 2010 | Fallout: New Vegas      | Arcade Gannon (hangja)               |
| 2010 | Tangled: The Video Game | Flynn Rider / Nyálas Eugene (hangja) |
| 2013 | Tomb Raider             | önmaga (hangja)                      |
| 2018 | Lego DC Super-Villains  | Billy Batson / Shazam (hangja)       |
| 2019 | Kingdom Hearts III      | Nyálas Eugene / Flynn Rider          |
| 2020 | Grounded                | Wendell (hangja)                     |